# 1861 en sport
Cet article présente les faits marquants de l'année 1861 en sport.

## Aviron
- 23 mars : The Boat Race entre les équipes universitaires d'Oxford et de Cambridge. Oxford s'impose[1].
- Fondation du club d’aviron de l’Emulation Nautique de Boulogne-sur-Mer[2].

## Baseball
- 1861-1865 : les États-Unis se déchirent dans une Guerre de Sécession. Les soldats des deux camps pratiquent fréquemment le baseball. À l’heure de la démobilisation, tous ces soldats initiés au jeu seront autant d’ambassadeurs du baseball, « le New York game », jusque dans les plus petits villages.
- 16 octobre : les Brooklyn Atlantics remportent le 5e championnat de Baseball de la NABBP avec 5 victoires et 2 défaites[3].
- 21 octobre : sous l’égide du quotidien New York Clipper, premier all-star game de baseball entre les meilleurs joueurs de New York et de Brooklyn devant 15 000 spectateurs. Brooklyn s'impose 18-6 et remporte le trophée mis en jeu : une balle d'argent (Silver Ball)[4].

## Boxe
- 18 juin : Jem Mace bat Sam Hurst en huit rounds et remporte le Championnat d'Angleterre de poids lourd. Hurst se retire de la boxe[5].

## Cyclisme
- Invention par les frères Michaux de la pédale. Les carrossiers basés à Paris aux Champs-Élysées adaptent sur la roue avant d’une draisienne. Le vélo est né et contrairement à la draisienne, quatre décennies plus tôt, son succès est phénoménal[6].

## Golf
- 26 septembre : Tom Morris, Sr. remporte le Open britannique à Prestwick[7].

## Hockey sur gazon
- Fondation du premier club de hockey sur gazon : Blackheath Hockey Club à Londres[8].

## Joutes nautiques
- Août : Martin, dit lou Gauche, remporte le Grand Prix de la Saint-Louis à Sète[9].

## Rugby
- Blackheath et Richmond disputent leur premier match de football (rugby) en suivant les « Harrow Rules » autorisant l’usage des mains pour porter le ballon[10].

## Ski nordique
- 30 mai : fondation du premier club de ski nordique en Norvège, le Ski Club de Trysil[11].

## Sport hippique
- Première édition de la course hippique australienne de la Melbourne Cup, à Melbourne. J. Cutts sur Archer remporte la course[12].
- Angleterre : Kettledrum gagne le Derby d'Epsom[13].
- Angleterre : Jealousy gagne le Grand National[14].
- France : Gabrielle d'Estrées gagne le Prix du Jockey Club[15].
- France : Finlande gagne le Prix de Diane[16].

## Naissances
- 3 janvier :
  - Ernest Renshaw, joueur de tennis britannique. († 2 septembre 1899).
  - William Renshaw, joueur de tennis britannique. († 12 août 1904).
- 10 février : James B. Niven, footballeur écossais. († ? 1933).
- 1er avril : Gustaf Adolf Boltenstern, cavalier de dressage suédois. († 9 octobre 1935).
- 12 mai : Walter Arnott, footballeur écossais. († 18 mai 1931).
- 1er juillet : John Clarkson, joueur de baseball américain. († 4 février 1909).
- 3 juillet : Peter Jackson, boxeur australien. († 13 juillet 1901).
- 21 août : Frédéric de Civry, cycliste sur route et sur piste français. († 15 mars 1893).
- 16 octobre : Richard Sears, joueur de tennis américain. († 8 avril 1943).
- 6 novembre : James Naismith, docteur en médecine et en théologie canadien. Inventeur du basket-ball. († 28 novembre 1939).
- 30 novembre : Joseph Clark, joueur de tennis américain. († 14 avril 1956).
- 24 décembre : John Ball, golfeur anglais. († 2 décembre 1940).
- ? : Harry Newbould, footballeur anglais. († ? avril 1928).
- ? : Buller Stadden, joueur de rugby à XV gallois. († 30 décembre 1906).

## Décès
- 10 septembre : Ben Caunt, boxeur britannique. (° 22 mars 1815).